# Чжуншань-Дао
Чжуншань-Дао (кит. трад. 香山岛, упр. 中山島, пиньинь Zhōngshān Dǎo), также известный как Макао (кит. трад. 澳門島, упр. 澳门岛) или Сяньшань (кит. трад. 香山島, упр. 香山岛, пиньинь Xiāngshān Dǎo) — речной остров на западном берегу дельты Жемчужной реки в провинции Гуандун, Китай. Площадь острова составляет 1214.98 км². По состоянию на 2002 год население острова составляет 2 275 000 человек. Он находится на 34-м месте в списке самых населённых островов мира.
На южной оконечности острова расположена часть специального административного района Макао. Остальную часть острова занимают города Чжуншань и Чжухай. 